# José de Madrazo

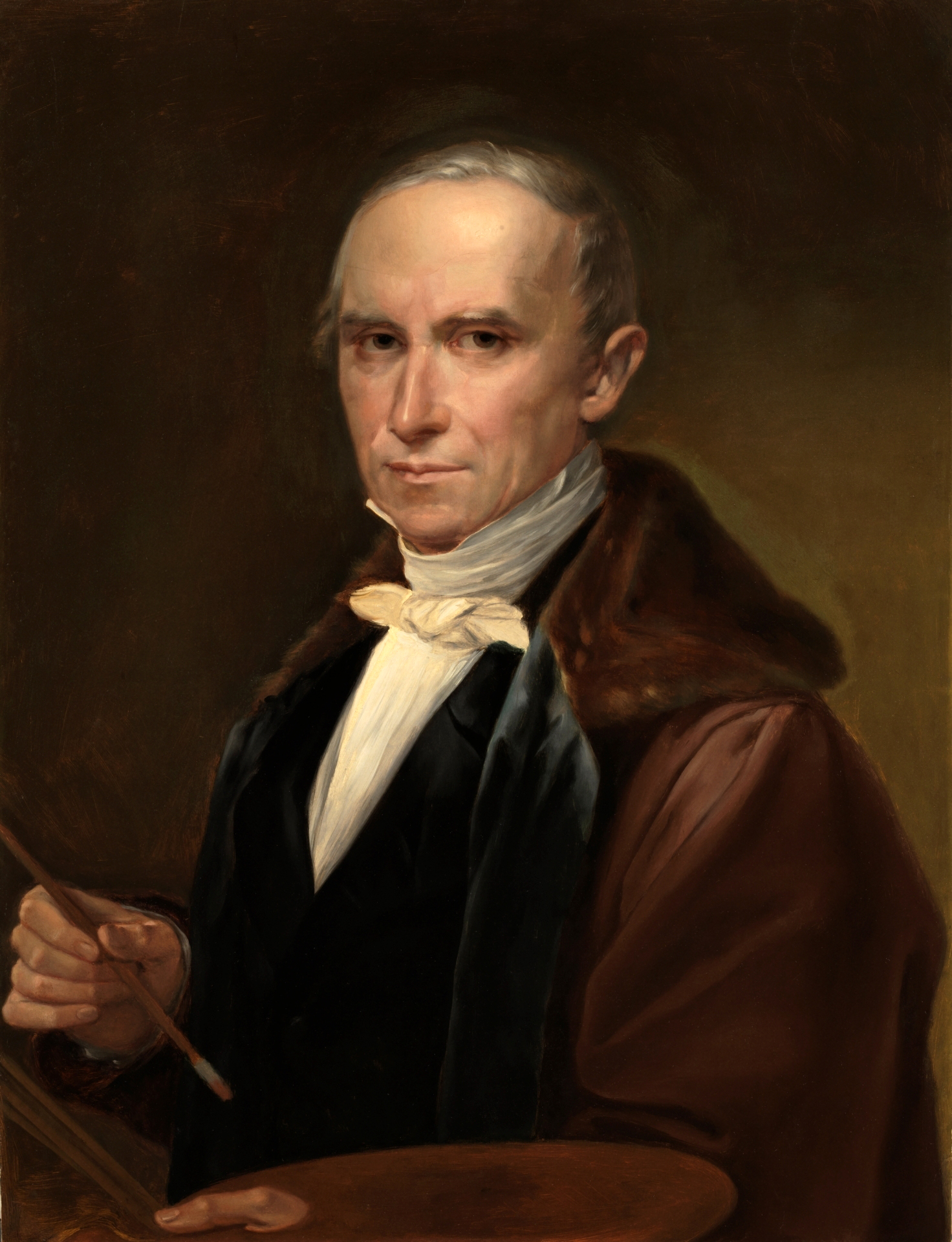
Självporträtt av José de Madrazo.

José de Madrazo y Agudo, född 22 april 1789 i Santander, död 8 maj 1859, var en spansk konstnär. Han var far till Federico, Pedro och Luis de Madrazo samt farfar till Raimundo och Ricardo de Madrazo.
Madrazo utbildade sig i klassicistisk riktning hos bland andra Jacques-Louis David, blev "kammarmålare" hos Ferdinand VII, och utförde bland annat ett ryttarporträtt av honom som nu finns på Pradomuseet. Han blev senare Pradomuseets chef 1826–1837 och publicerade dess tavlor. Som målare utförde han främst historiemålningar och porträtt.